# Major League Lacrosse
La Major League Lacrosse (MLL) è stata una lega professionistica di lacrosse su prato naturale o sintetico giocata negli Stati Uniti. La MLL è sorta nell'estate del 2001 e fu fondata da Jake Steinfeld, Dave Morrow e Tim Robertson nel 1999. Jake Steinfeld è conosciuto per la linea di accessori da palestra e video da ginnastica chiamata "Body by Jake". Dave Morrow è un ex campione di Lacrosse, nonché presidente del Warrior Lacrosse Club.
La stagione regolare di MLL si giocava ogni anno da maggio ad agosto, seguita dalle gare dei play-off ad eliminazione diretta.
La MLL adottava delle regole differenti da quelle classiche del Lacrosse (come avviene in tutte le altre leghe professionistiche statunitensi e nordamericane come la MLB, l'NBA, la NHL e la NFL): ogni gol segnato dal limite della linea dei 15 yard valeva 2 punti; il time out era di 45 secondi; il numero dei difensori era limitato a 3 uomini per squadra.
Fin dal 2001, a metà stagione (inizio luglio) si è giocato l'All-Star Game: una partita amichevole e spettacolare tra i migliori giocatori delle due division (2001-2005) o delle due conference (2006-2008). Nel 2009 si è adottato il formato Young Guns (giocatori entrati nella lega dopo il 2006) contro Old School (giocatori entrati fino al 2005).
Nel dicembre del 2020 la MLL confluì in un'altra lega professionistica di Lacrosse, la Premier Lacrosse League (PLL): i Boston Cannons sono l'unica franchigia della vecchia MLL a essere ammessa nella nuova lega.

## Storia

### 2001-2005
Dal 2001 al 2005 la lega è stata formata da 6 squadre, divise in American Division e National Division.
| American division   | American division       | National division  | National division   |
| Team                | Città                   | Team               | Città               |
| ------------------- | ----------------------- | ------------------ | ------------------- |
| Boston Cannons      | Boston, Massachusetts   | Baltimore Bayhawks | Baltimora, Maryland |
| Bridgeport Barrage  | Bridgeport, Connecticut | New Jersey Pride   | Trenton, New Jersey |
| Long Island Lizards | New York, New York      | Rochester Rattlers | Rochester, New York |

### 2006-2008
A partire dalla stagione 2006 fu attuata un'espansione verso le maggiori città del midwest e della California, con la creazione della Western Conference, portando il totale di squadre a 10. 
| Eastern Conference   | Eastern Conference       | Western Conference    | Western Conference        |
| Team                 | Città                    | Team                  | Città                     |
| -------------------- | ------------------------ | --------------------- | ------------------------- |
| Boston Cannons       | Boston, Massachusetts    | Chicago Machine       | Chicago, Illinois         |
| Long Island Lizards  | Long Island, New York    | Denver Outlaws        | Denver, Colorado          |
| New Jersey Pride     | Trenton, New Jersey      | Los Angeles Riptide   | Los Angeles, California   |
| Philadelphia Barrage | Filadelfia, Pennsylvania | San Francisco Dragons | San Francisco, California |
| Rochester Rattlers   | Rochester, New York      |                       |                           |
| Washington Bayhawks  | Washington               |                       |                           |

N.B.: Philadelphia Barrage fino al 2003 era Bridgeport Barrage; Washington Bayhawks fino al 2006 era Baltimore Bayhwaks.
Nel 2008 era in progetto un'ulteriore consistente espansione, che avrebbe riguardato ben 8 nuovi club in altrettante città: Cincinnati, Columbus, Dallas, Portland, Saint Louis, Salt Lake City, San Diego e Seattle. La crisi economica annullò tuttavia il progetto, e costrinse invece quattro delle squadre esistenti a dichiarare bancarotta. Pertanto, dalla stagione 2009 il numero di franchigie è sceso nuovamente a sei.

### 2008-2012
La lega ha mantenuto sei squadre sino al 2012, quando sono state aggiunti gli Ohio Machine ed i Charlotte Hounds. Adesso, la lega ha lo scopo di portare il numero di squadre a 16 entro il 2020.

## Squadre
| Major League Lacrosse | Major League Lacrosse | Major League Lacrosse               | Major League Lacrosse | Major League Lacrosse |
| Team                  | Città                 | Stadio                              | Fondazione            | Head Coach            |
| --------------------- | --------------------- | ----------------------------------- | --------------------- | --------------------- |
| Boston Cannons        | Boston, MA            | Harvard Stadium                     | 2001                  | Billy Daye            |
| Charlotte Hounds      | Charlotte, NC         | American Legion Memorial Stadium    | 2012                  | Mike Cerino           |
| Chesapeake Bayhawks   | Annapolis, MD         | Navy-Marine Corps Memorial Stadium  | 2001                  | Dave Cottle           |
| Denver Outlaws        | Denver, CO            | Sports Authority Field at Mile High | 2006                  | Tom Slate             |
| Hamilton Nationals    | Hamilton, ON          | Ron Joyce Stadium                   | 2009                  | Regy Thorpe           |
| New York Lizards      | Hempstead, NY         | James M. Shuart Stadium             | 2001                  | Jim Mule              |
| Dallas Rattlers       | Frisco, Texas         | Ford Center at The Star             | 2001                  | Bill Warder           |

## Albo d'Oro
| Anno | Campione             |
| ---- | -------------------- |
| 2001 | Long Island Lizards  |
| 2002 | Baltimore Bayhawks   |
| 2003 | Long Island Lizards  |
| 2004 | Philadelphia Barrage |
| 2005 | Baltimore Bayhawks   |
| 2006 | Philadelphia Barrage |
| 2007 | Philadelphia Barrage |
| 2008 | Rochester Rattlers   |
| 2009 | Toronto Nationals    |
| 2010 | Chesapeake Bayhawks  |
| 2011 | Boston Cannons       |
| 2012 | Chesapeake Bayhawks  |
| 2013 | Chesapeake Bayhawks  |
| 2014 | Denver Outlaws       |
| 2015 | New York Lizards     |
| 2016 | Denver Outlaws       |
| 2017 | Ohio Machine         |
| 2018 | Denver Outlaws       |
| 2019 | Chesapeake Bayhawks  |
| 2020 | Boston Cannons       |

## Presidenti di Lega
- 1999-2002: Gabby Roe (Executive Director)
- 2002-2003: Matthew Pace (Executive Director)
- 2003-2004: David Gross (Chief Operating Officer)
- 2004-2018: David Gross (Commissioner)
- 2018-2020: Alexander "Sandy" Brown (Commissioner)

## Sedi Ufficiali della Lega
- 1999-2001: East Rutherford, NJ
- 2001-2004: Secaucus, NJ
- 2004-2020: Boston, MA